# Heusden (Oost-Vlaanderen)
Heusden is een dorp in de Belgische provincie Oost-Vlaanderen en een deelgemeente van Destelbergen, het was een zelfstandige gemeente tot aan de gemeentelijke herindeling van 1977. Heusden ligt op de linkeroever van de Schelde, tussen Destelbergen en Wetteren. Heusden ligt een vijftal kilometer ten oosten van de stad Gent, maar binnen de Gentse ringweg R4. De snelweg A14/E17 scheidt Heusden van Destelbergen zelf. Toen de Schelde in 1882 werd rechtgetrokken verloor Heusden een deel van zijn grondgebied aan Melle.

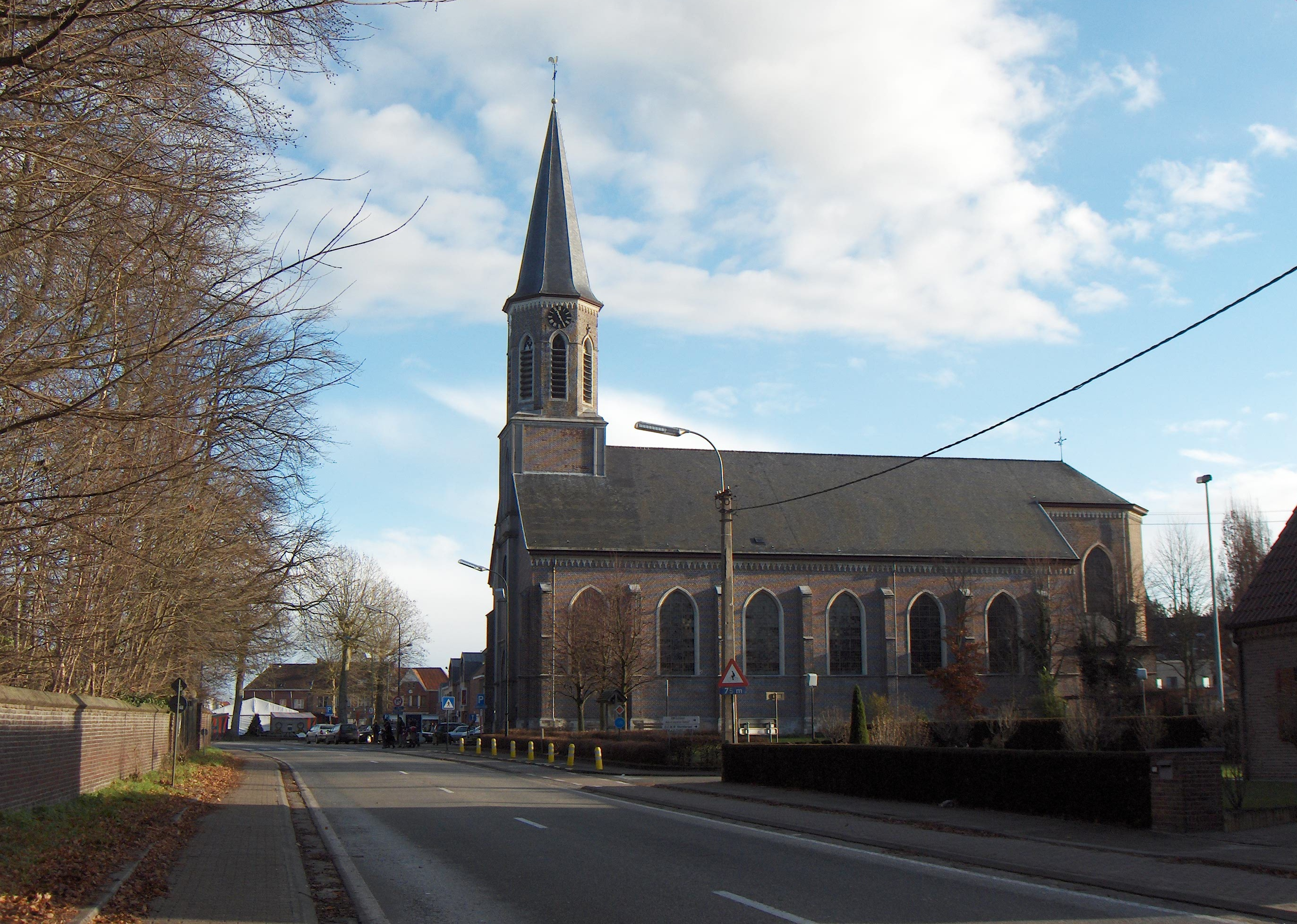
Dorpscentrum van Heusden

## Toponymie
Heusden is een voorhistorische nederzettingsnaam, de oorspronkelijke benaming voor Heusden was ''Kusidiniom'', het komt voort uit de Keltische persoonsnaam ''Kusidinios''. Heusden werd dus genoemd naar ''het gebied van Kusidinios''. ''Kusidinios'' was hoogstwaarschijnlijk een Keltische clanleider.
Doorheen de eeuwen is de naam ''Kusidiniom'' zijn betekenis verloren waardoor het vatbaar was voor verbastering en reductie, tot het uiteindelijk 'Heusden' is geworden zoals we het vandaag kennen.

## Geschiedenis
De oudste vermelding van het dorp, is die van wanneer de abt Othejbold in de 11e eeuw, het gegeven noteert in een document dat de plaats tot de Sint-Baafsabdij zou hebben toebehoord voor de invasie van de Noormannen. Wat later valt het onder de zeggenschap van de heren van Heusden. Na het huwelijk in 1212 van Beatrix van Heusden met Zeger III, de burggraaf van Gent, wordt de burggraafschap van Gent naar Heusden overgebracht. Heusden viel tot het einde van ancien régime onder de burggraven van Gent.
Bewoning in het gebied gaat terug tot de prehistorische periode Mesolithicum (ca. 10.000 tot ca. 5000 v.Chr.), dit bleek uit onderzoek in zowel Destelbergen als Heusden.
Heusden is onder meer bekend van het Cisterciënzerinnenabdij van Nieuwenbosch, die in 1247 werd gesticht. Het klooster was zeer bekend. In 1578 werd het echter door de Beeldenstormers vernield en het klooster hield op te bestaan. De zusters van het klooster verhuisden daarna naar Gent.

## Demografische ontwikkeling
- Bronnen:NIS, Opm:1831 tot en met 1970=volkstellingen; 1976 = inwoneraantal op 31 december

## Bezienswaardigheden
- De Heilig-Kruiskerk uit 1844
- De voormalige pachthoeve Bosseveerhoeve of hoeve Ten Bossche van de verdwenen Abdij Nieuwenbosch of Nonnenbos (1247-1579) aan de Schelde
- Het Spaans Hof
- Het Kasteel Soupart aan de Meersstraat
- Het Kasteel Buitenhof aan de Meersstraat
- Het Kasteel Ocket aan de Aelmeersstraat
- Het Kasteel Stas De Richelle aan de Veerstraat
- Het Kasteel baron Braun aan de D'Haenestraat
- Het Kasteel van Heusden aan de Damvalleistraat
- Het Kasteel Morel de Westgaver aan de Krekelstraat
- Het Kasteel Vieil Escaut aan de Bommelsrede
- Het Kasteel Ganzendries aan de Wellingstraat
- De Remuemolen

## Natuur en landschap
Heusden ligt aan de Schelde. De hoogte bedraagt ongeveer 5 meter, maar er zijn ook enkele rivierduinen die hoger zijn.
- De Zandberg: een zeldzame duintop
- Het natuurgebied Kalverbos, oude Scheldemeanders, meersen, oude turfputten en hoeves, een belangrijk waterwildgebied, moerasflora...

## Recreatie
- het Familiepark Harry Malter, een recreatiepark gesticht door Harry Malter, bekend van Circus Piste

## Galerij

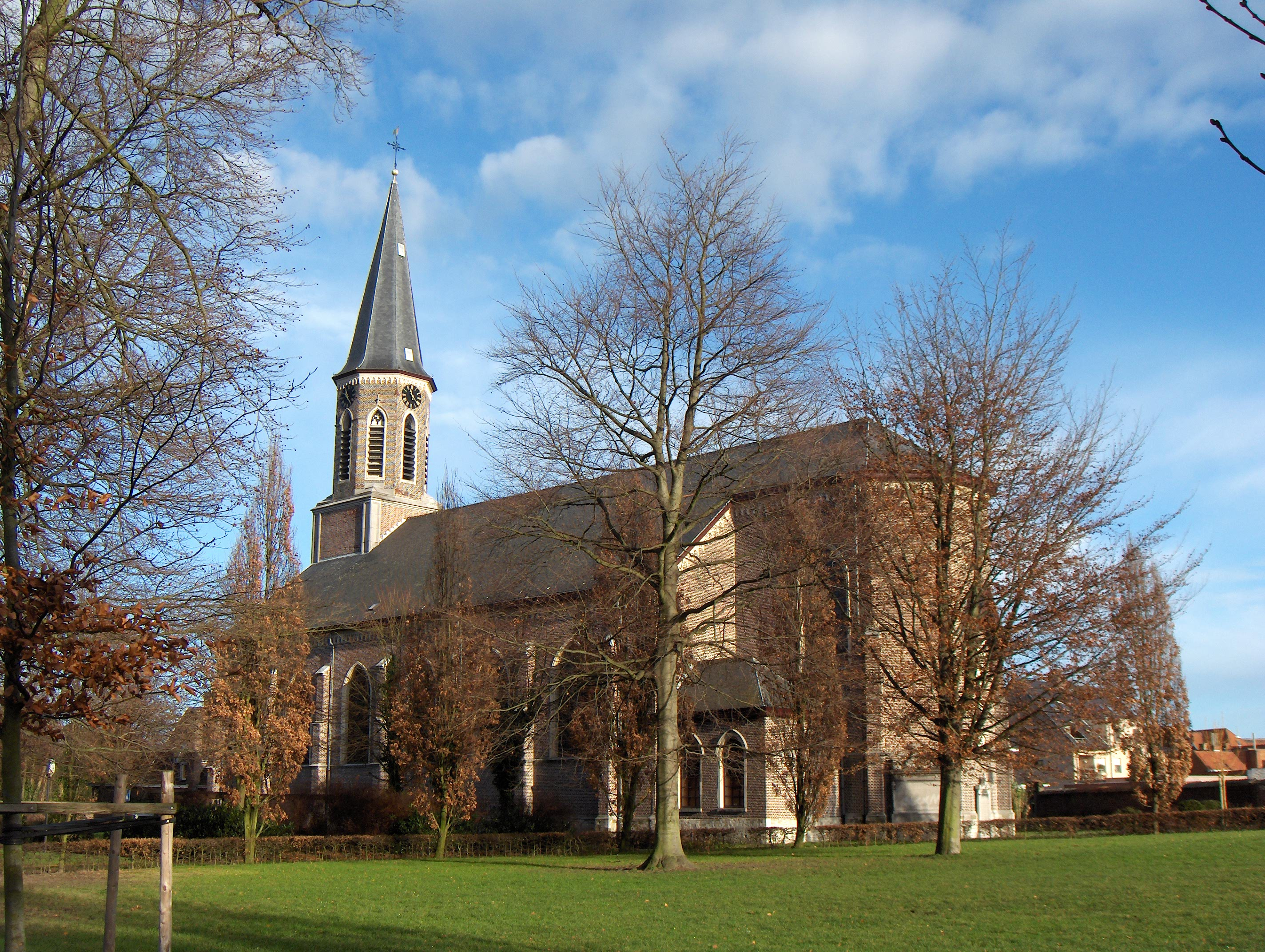
Heilig-Kruiskerk, 1844-1845 (neogotisch)
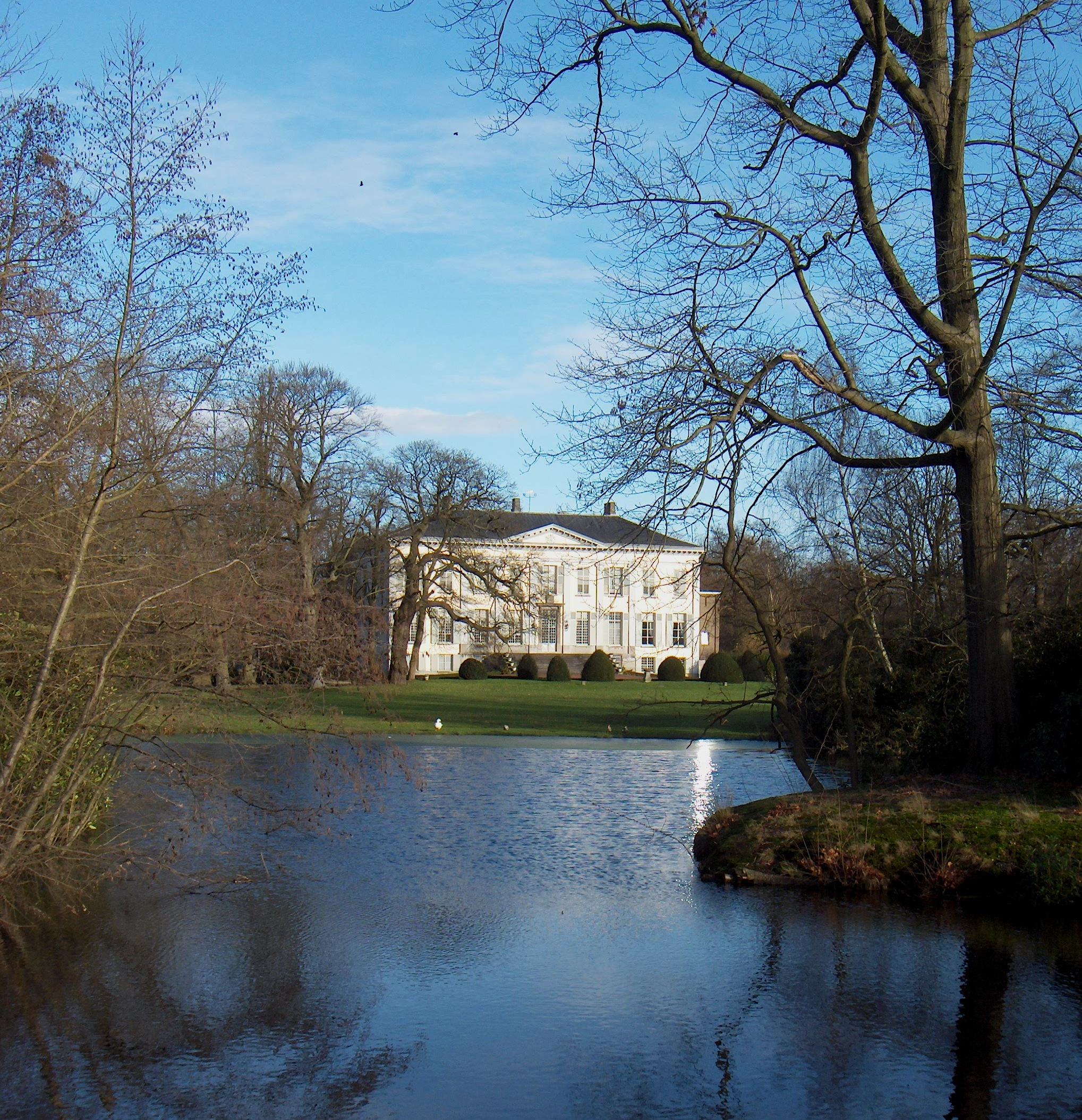
Kasteel Stas de Richelle (18e eeuw)
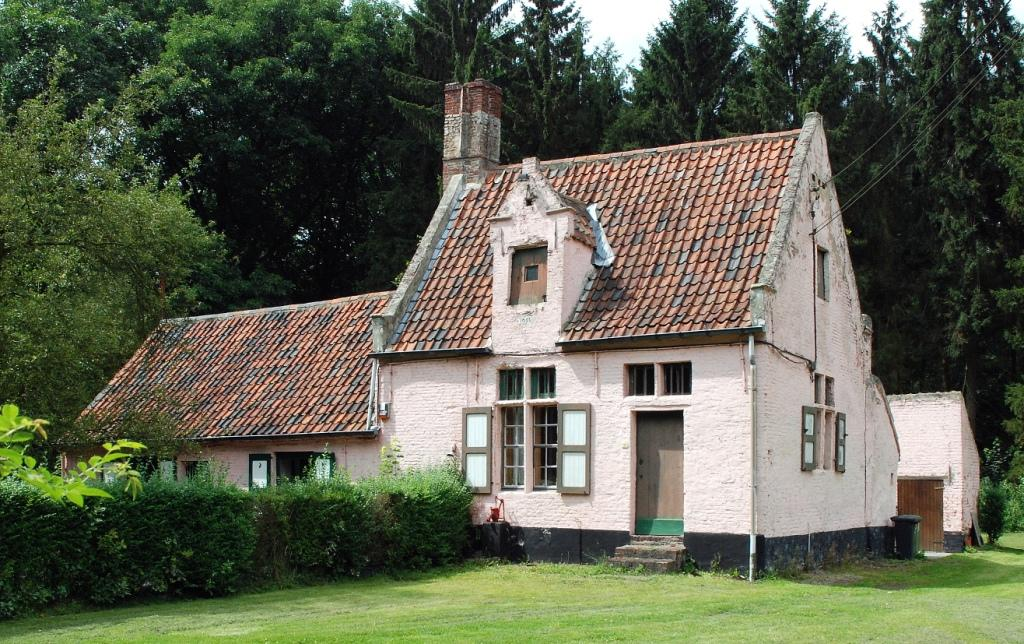
Huis uit 1653
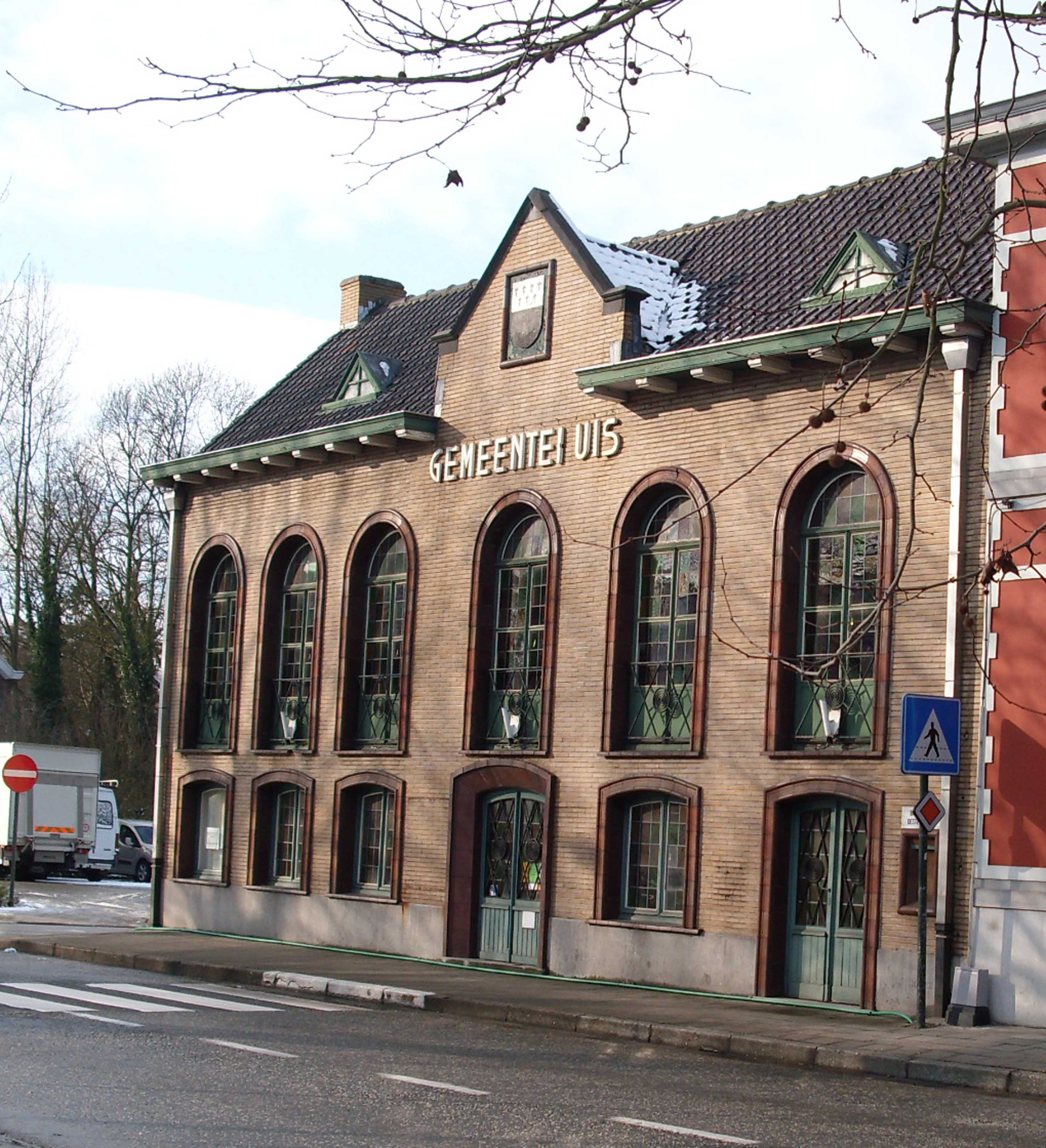
Voormalig gemeentehuis
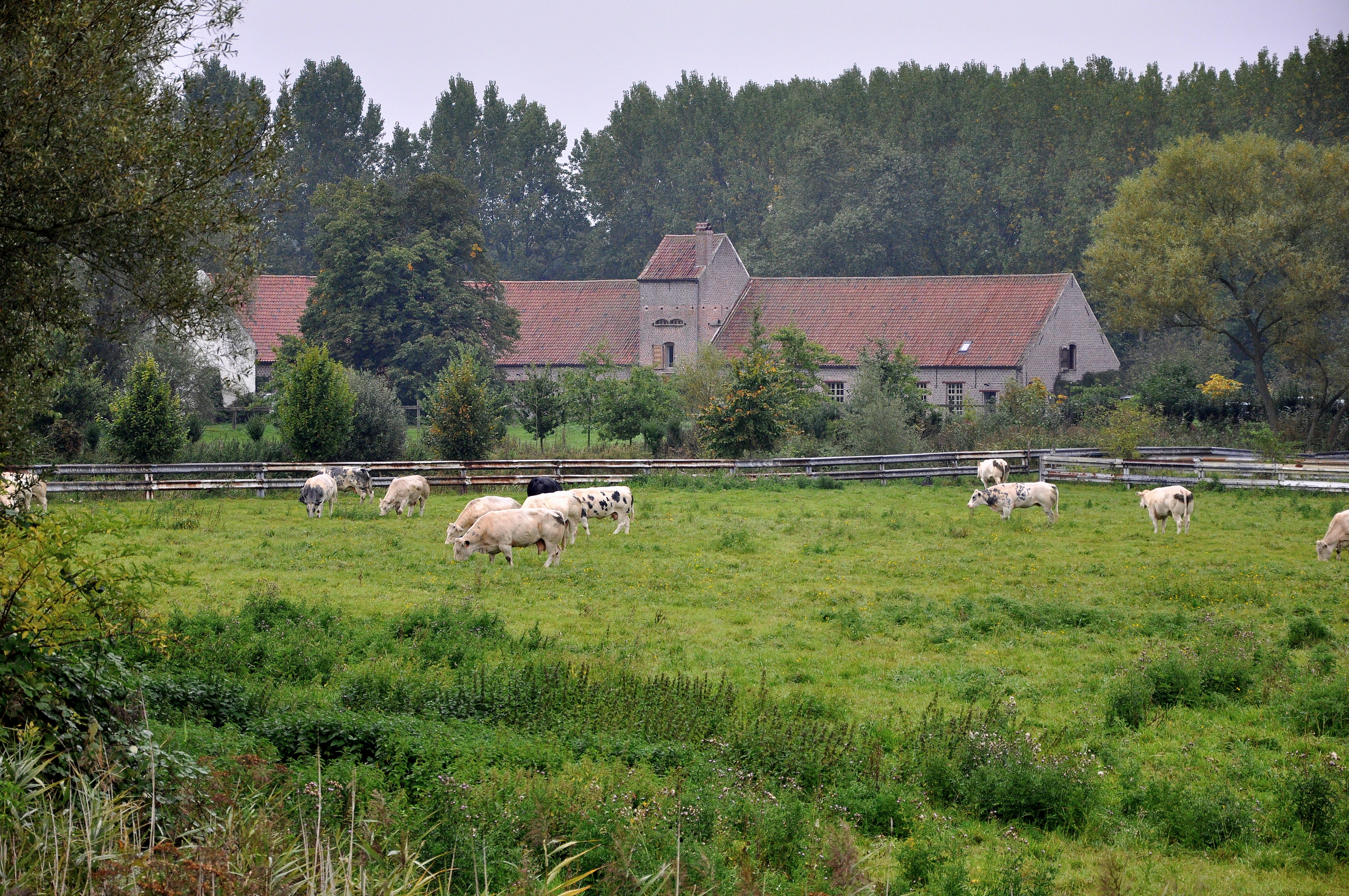
De Bosseveerhoeve van de verdwenen abdij Nieuwenbosch
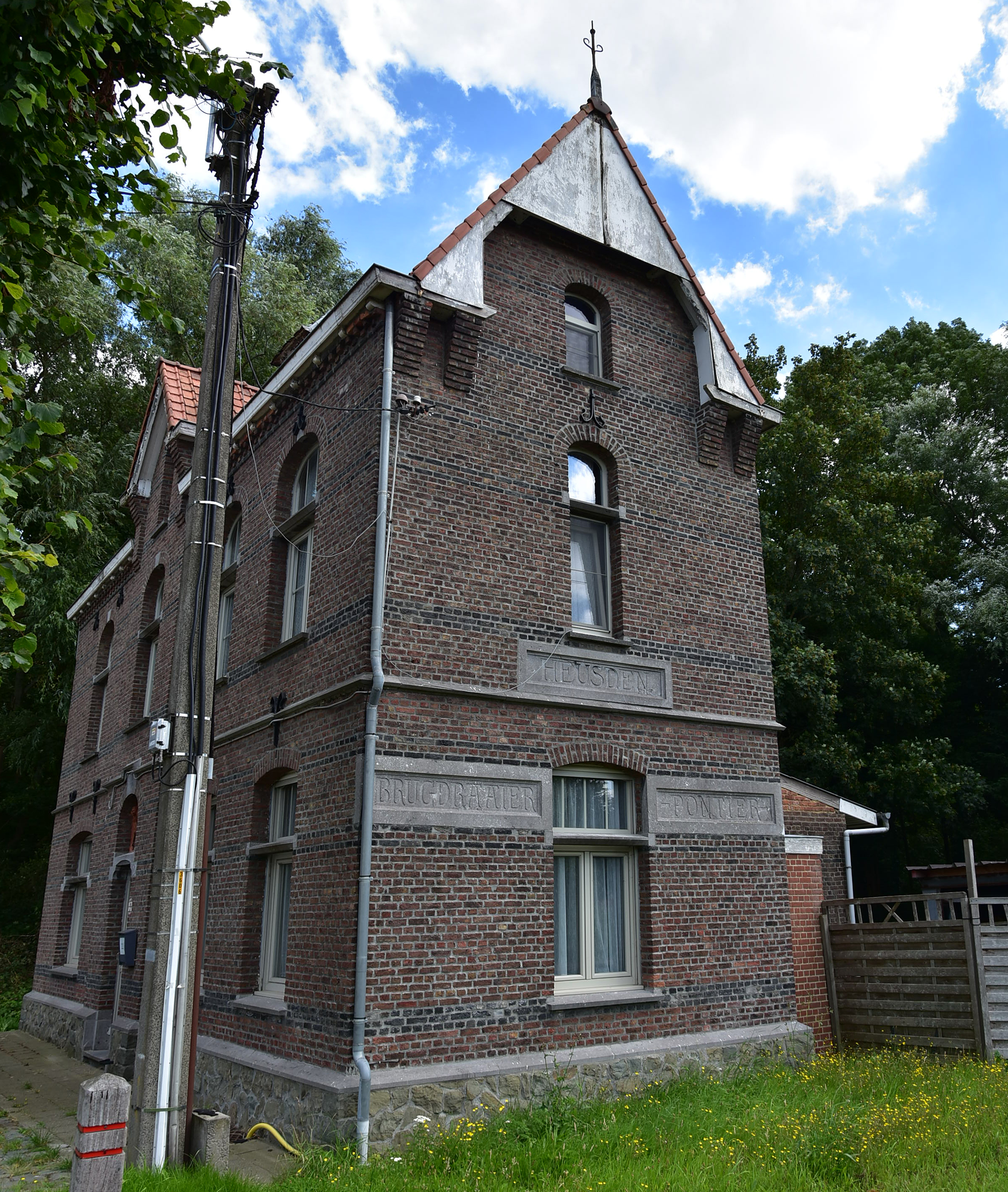
Brugdraaiershuis uit 1909 aan de Scheldetragel

## Politiek
Heusden had een eigen gemeentebestuur en burgemeester tot de fusie van 1977. Burgemeester waren:
- 1829-1830 : Charles Coppens
- 1830-1831 : Joannes De Letter
- 1832-1835 : Charles Coppens
- 1836-1848 : Joannes De Letter
- 1848-1869 : Jules Van den Bogaerde
- 1870-1871 : Octave Van den Bogaerde
- 1872 : Félix d'Hoop
- 1872-1885 : Octave van den Bogaerde
- 1885-1899 : Jean van Tieghem de Ten Berghe
- 1900-1904 : Joseph De Bosscher
- 1904-1911 : Petrus Mattens
- 1912-1932 : Pierre van Tieghem de Ten Berghe
- 1933 : Alphonse Roggeman
- 1933-1934 : Basile Van De Wiele
- 1939-1976 : Jean van Tieghem de Ten Berghe

De laatste burgemeester, Jean van Tieghem de Ten Berghe, werd na de gemeentelijke fusie nog een legislatuur burgemeester van fusiegemeente Destelbergen.

## Sport
Voetbalclub KFC Heusden Sport is aangesloten bij de KBVB en actief in de provinciale reeksen.
Zeilclub RBSC Heusden een basis van de Royal Belgian Sailing Club.
Een jaarlijks evenement in Heusden is de kermiskoers "Grote Prijs Maurice Raes" in de volksmond bekend als Heusden Koers of het "wereldkampioenschap der kermiskoersen".

## Bekende (oud-)inwoners
- Lieselot De Wilde, zangeres
- Dirk Brossé, dirigent
- Octave Landuyt, kunstenaar
- Alex Vercauteren, opdrachtgever voor de moord op Karel Van Noppen
- Jan Becaus, VRT-journalist
- Siegfried Bracke, N-VA politicus / oud-VRT-journalist
- Johan Tas, VRT-journalist
- Dimitri De Fauw, wielrenner/pistier
- Sander Vercamer, gedeputeerde

## Nabijgelegen kernen
Destelbergen, Gentbrugge, Melle, Wetteren, Laarne